# Jupiter V
Jupiter V nebo také Jupiter Pět (anglicky Jupiter Five) je vědeckofantastická povídka britského spisovatele Arthura C. Clarka, která poprvé vyšla v květnu 1953 v americkém magazínu If.
V angličtině vyšla mj. ve sbírce Reach for Tomorrow z roku 1956.

Tématem příběhu je průzkum starobylé kosmické lodi extrasolární mimozemské civilizace. Povídce nechybí ani humor.

## Postavy
- profesor Forster – vedoucí expedice na kosmické lodi Arnold Toynbee
- Charles Ashton – hlavní asistent prof. Forstera
- Bill Hawkins – vysokoškolák, člen expedice na kosmické lodi Arnold Toynbee
- vypravěč – vysokoškolák, člen expedice na kosmické lodi Arnold Toynbee
- Kingsley Searle – pilot na kosmické lodi Arnold Toynbee
- Anthony "Tony" Groves – navigátor na kosmické lodi Arnold Toynbee
- Eric Fulton – inženýr na kosmické lodi Arnold Toynbee
- Randolph Mays – vědecký reportér
- Marianna Mitchellová – Maysova sekretářka
- Donald Hopkins – Maysův pilot na kosmické lodi Henry Luce

## Děj
Vědecká expedice vedená profesorem Forsterem míří na kosmické lodi Arnold Toynbee k Amalthei (Jupiter V), vnitřnímu měsíci Jupitera. Profesor je přesvědčen, že na měsíci Amalthea najde důkaz k potvrzení jeho teorie, že nedávno objevená kultura X – mimozemská civilizace tvorů podobných plazům přiletěla do Sluneční soustavy z dalekého vesmíru a zde zanikla. Tato jeho teorie je všobecně odmítána, vědecká obec je přesvědčena, že mimozemšťané pocházejí z nějaké menší oběžnice či satelitu Sluneční soustavy. 
Kultura X dokázala žít v přátelské koexistenci s další hmyzu podobné civilizaci, o níž se soudí, že se zrodila na planetě Mars. Obě mimozemské rasy zanikly před cca 5 miliony let. Není jasné, z jakého důvodu.
Po příletu k Amalthei se profesorova teorie potvrdí v plné míře. Jupiterův měsíc je ve skutečnosti opuštěná kosmická loď ve tvaru kovové koule o průměru 30 kilometrů. Uvnitř je mimo veškeré potřebné funkční zařízení i umělecká galerie čítající velké množství exponátů. Nejzajímavější z nich je socha plazího mimozemšťana, která je záhy pojmenována jménem "Posel". Začíná být zřejmé, že "Posel" byl stvořen proto, aby jej jednou lidstvo objevilo. Kultura X předvídala, že se na Zemi vyvine inteligentní život, který nakonec dokáže vzlétnout do vesmíru. 
K Jupiteru V přilétá vědecký spisovatel Randolph Mays se svým pilotem a sekretářkou. Forster si nárokuje jménem Světové vědecké organizace práva na veškeré předměty a vybavení kosmické lodi. Mays přesto neodolá a pokusí se ukrást sochu Posla a další umělecké předměty, ale profesor Forster dokáže pomocí lsti obrátit Maysovy společníky proti němu a přinutit ho vrátit ukradené předměty.

## Česká vydání
Česky vyšla povídka v následujících sbírkách nebo antologiích:
Pod názvem Jupiter Pět:
- Oceánem hvězd (SNKLU 1962, překlad Miloslav Žilina)[3]

Pod názvem Jupiter V:
- Hlídka (Knižní klub 1994, překlad Veronika Volhejnová)

## Kulturní reference
V povídce jsou zmíněny některé osobnosti a umělecká aj. díla:
- malba Portrét dóžete Leonarda Loredana italského renesančního malíře Giovanniho Belliniho
- americký malíř a ilustrátor Chesley Bonestell